# Ibalia montana
Ibalia montana är en stekelart som beskrevs av Cresson 1879. Ibalia montana ingår i släktet Ibalia och familjen skärknivsteklar. Inga underarter finns listade i Catalogue of Life.